# ВЕС Лондон-Аррай
51°39′ пн. ш. 01°33′ сх. д. / 51.650° пн. ш. 1.550° сх. д.
Лондон-Аррай (англ. London Array) — станом на перше півріччя 2013 року, найпотужніша вітрова електростанція на воді. Офіційне відкриття першої черги відбулось 4 липня 2013 року, за участі прем'єр-міністра Великої Британії, Девіда Камерона.
Станція споруджена у відкритому морі біля берегів графства Кент на південному сході Англії в гирлі річки Темзи. Назву London Array (Лондонський масив) отримала через постачання електроенергії в масиви Великого Лондона.
Перша черга електростанції складається зі 175 вітрових турбін виробництва «Siemens» сумарною піковою потужністю 630 МВт, які були збудовані на спільному підприємстві цієї компанії з англійцями. Турбіни з'єднані між собою 220 кілометровим 33 кВ кабелем й підключені до двох морських трансформаторних підстанцій вищезгаданого виробника, які в свою чергу видають електроенергію на новозбудовану берегову підстанцію поблизу Клів Хіл й далі в енергомережу держави.
Ще у 2004 році на місці майбутньої станції спорудило вимірювальний метеорологічний пост самопідіймальне судно Excalibur. За три роки воно ж разом з Fugro Commander провадило тут геотехнічні дослідження.
Спорудження монопальних фундаментів на більш глибоководній частині станції провадило спеціалізоване судно MPI Adventure, тоді як на мілководді працювало самопідіймальне судно Sea Worker, яке встановило 53 монопалі (плюс дві монопалі під офшорні трансформаторні станції). Крім того, ще 22 монопальні фундаменти спорудив плавучий кран Svanen.
Встановленням вітрових турбін займались судна MPI Discovery (більш глибоководна ділянка), Sea Jack та згадний раніше Sea Worker.
Перехідні елементи для офшорних трансформаторних підстанцій змонтував на монопалі плавучий кран Matador 3. Після цього інший плавучий кран великої вантажопідйомності Rambiz встановив на них надбудови з обладнанням, які мали розмір 25х23х22 метри та важили по 1260 тон. Підстанції піднімають напругу до 150 кВ, після чого електроенергія подається на суходол по чотирьом головним експортним кабелям довжиною по 54 км, які проклало судно Stemat Spirit.
Власниками проекту на початку будівництва були три компанії «Shell WindEnergy», «E.ON UK Renewables» та «DONG Energy». В травні 2008 року компанія «Shell» вийшла з проекту. Натомість приєдналась компанія «Masdar». Вартість проекту оцінюється в 2,2 млрд. євро.
Даний вітропарк дозволить скоротити щорічні викиди діоксиду вуглецю приблизно на 900 000 тон, що дорівнює викидам 300 000 легкових автомобілів. Будівництво другої черги London Array затримується через занепокоєння Британського королівського товариства захисту птахів.